# Kong Paluh
Kong Paluh is een bestuurslaag in het regentschap Gayo Lues van de provincie Atjeh, Indonesië. Kong Paluh telt 228 inwoners (volkstelling 2010).